# Срби у Одеси
Српски летопис пише да ту где је сад Одеса, "ни једне колибе није било" пре 1792. године. А двадесетих година 19. века ту живи око 50.000 становника, разних нација, међу којима и Срба. Војвода Ришеље је основао Лицеј за оспособљавање за више науке, а ту се налазе и школе за потребе правосуђа, морепловства и трговине. У граду је око 2.000 зграда, осам цркви и пристаниште за бродове.
Одеса је за многе Србе у 18. веку била "обећана земља", где је могао да дође до изражаја њихов предузетнички дух. Упоредо са пословањем, они си исписали богату културну хронику, која сеже на саме почетке тог града. Срба трговаца увек је било у Одеси, а најчешће су нам знани као купци српских књига. Били су они пожртвовани на културном пољу, можда понајвише због својих ближњих; младих до чијег им је образовања стало. Затим ту је круг учених и амбициозних људи, који својим присуством употпуњују слику.
У Одеси је по Јоакиму Вујићу путописцу, после Руса, било највише Срба па осталих народа.
По једној историјској књизи, произилази да су стигли избегли Срби Требјешани у Одесу 6. октобра 1804. године лађама. Њих је по позиву населио гувернер Ришељев најпре у самој Одеси. У Одеској вароши Молдованки су се скрасили, где су начинили конаке. Помогао им је својим везама тамошњи угледни грађанин Лука Љесар Црногорац, богати и уважени трговац. Неки од њих добили су од руског цара, дан хода "лежећу" земљу од 12.000 "десетина земље", од Одесе, на север. Ту су у "Славено-сербском селу" или "Српском селу", поред кућа подигли 1807. године православну цркву. Храм је био "посвећен" 1815. године, празнику Св. јеванђелисте Луке. Када је 1789. године страдала православна црква током рата на Требјеси, спашене су неке драгоцености. Остале су исте годинама у Рисну, а њихов чувар капетан се није одазвао тражењу Бошка Бућића из Одесе, да буду однете у Русију, и припадну поменутој цркви Св. Луке. Међутим нису то дозволили преостали Требјешани у Херцеговини, мислећи да ће им требати за нови храм када га буду подигли.

## Културна хроника Срба у Одеси
Још 1805. године јавља се као пренумерант једне књиге - речника француског језика, Илија Јурасевић велико-купац у Одеси. Вуков српски речник тумачен немачким и латинским речима, купован је и у Одеси 1818. године. Били су то имућни грађани Срби одески, који су укупно платили 16 егземплара: Ђорђе Милановић "друге гиљдије" трговац, Иван Квекић "прве гиљдије" трговац, Иван Магазиновић, Лука Љесар и Марко Андрић. Књигу о макровиотици, правилној исхрани која доводи до дуговечности, добили су 1826. године у Бечу, становници Одесе, Јован Ризнић велико-купац и "Росијски комерцијант" и Јован Квекић велико-купац.
Када је 1840. године посетио Одесу Јоаким Вујић је видео кућу покојног Филипа Лучића купеца и грађанина одеског, која се налазила преко пута православног храма посвећеног Покрову Пресвете Богородице. Лучић је био „комерције саветник и кавалир“ који је 1836. године помогао Вуку Караџићу да распрода своју књигу у Одеси. Тај „славни и родољубиви Србин“ је скупио у том граду 106 претплатника, од којих само из његове куће - њих 50. Шта више, Лучић му се извињавао „што није могао више помоћи". Лучић је 1819. године препоручиван за скупљача претплате, једне стране педагошке књиге, од Јана Амоса Коменског, која међутим никад није објављена. Две деценије касније, 1839. године Филип Лучић је још био жив и јавља се у Одеси, уз професора Платона Симеоновића, као пренумерант Хаџићеве лепе књиге.
Набавио је календар банатски, у Бечу 1828. године, Јован Квекић велико-купац из Одесе. Срби из Одесе претплату дају у Бечу 1828. године за српску историјску драму Стеријину о Косовском боју: Јован од Ризнић, Георг од Ризнић банкар, Александар Петровић велико-купац и банкар, Јован Квекић, Пренумерант једне српске књиге био је 1828. године у Бечу „Јован от Ризнић росијски комерцијант Савјетник и Кавалир Ордена Св. Владимира“ из Одесе. Уз њега, његов сродник „Благородни Георгије от Ризнић“ банкар из Одесе. Ризнићи су иначе били велико-купци у Трсту 1818. године. Јован Стефановић Ризнић је од 1854. године био почасни члан Друштва српске словесности у Београду. Рођен је 18. септембра 1793. године у Трсту. Учио га је прво код куће славни гост књижевник српски Доситеј Обрадовић. Школовање је завршио после Падове, у Бечу. По повратку у Трст почео је трговати, а што га је 1819. године одвело у Одесу. Тамо је 1829. године због заслуга за Русију, током рата са Турцима, добио орден Св. Владимира 4. степена и чин дворског саветника. Због Пољачке буне 1830. године напустио је трговачку радњу, и постао руски државни чиновник. Радио је прво у Одеси, па у Кијеву, где је постао старији директор кијевске државне банке. Од 1853. године се повукао на своје имање Гопчицу, у Кијевској губернији. Ризнић се у Одеси често виђао са чувеним песником Пушкином, који тамо био протеран. Своје блиске везе са Србима, наставио је након одласка из Кишињева. Преко Ризнића, којег је сматрао за ауторитет, руски песник је пратио догађаје и упознавао се са Србима, њиховом културом и традицијом.
У Трсту је 1829. године српску књигу купио велико-купац Никола Поповић из Одесе. Популарно позоришно дело купио је 1832. године у Одеси, трговац Петар Палковић родом из Сегедина. Године 1833. у Трсту је књигу о брачном животу купила госпођа Ана Павковић рођена Стојковић из Одесе.
Једна српска учена књига објављена је 1840. године у далекој Одеси. Петар Поповић је штампао у Одеској Градској типографији књижицу о српском правопису. Није познато о чијем трошку нити да ли је било пренумераната. Димитрије Тирол српски књижевник и професор је 1840. године живео у Одеси. Јавља се као скупљач претплате за збирку песама Лукијана Мушицког. Бабаћанин Тирол је иначе био дописни члан Одеског научног друштва.
Претплатници српски читаоци из Одесе наручили су примерак своје књиге 1842. године. Били су то редом образовани људи коју је привукла народна традиција Херцеговаца који су се иначе, населили почетком 19. века на руској ненастањеној земљи. Судбину тих Срба у Одеси и околини, читали су интелектуалци Одески: Платон Алекс. Симоновић "статски саветник и кавалир", Иван Драгићевић - Никшић штабс-капитан, Соловјек професор, Николај Мурзакевић професор и секретар Одеског друштва историји и древности и Матеј Лучић трговац.
Чувени српски књижевник Павле Стаматовић парох сегедински, био је од 1842. године и дописни члан (коресподент) Одеског ученог друштва за историју и старине. У том друштву био је 1847. године и Димитрије Тирол родом Чаковац, "србски литератор".
Био је Димитрије Кнежевић (рођ. 1788), Србин пореклом од старих племића личких Кнежевића (син Максима Кнежевића), 1842. године "тајни саветник и куратор Одеског учебног круга" када је пропутовао Далмацију. Тада се крстио и прешао у православну веру, у Преображенској цркви у селу Мутилићу. По повратку у Одесу, послао је тој далматинској цркви велику икону Преображења Господњег. Он је иначе био син Максима Кнежевића, који се доселио у Русију и оженио из богате руске фамилије Руднев. Умро је Димитрије на путу ка Москви 1844. године напрасном смрћу у 58. години живота.
У тамошњој Ришељевској гимназији (по руском губернатору Херцогу Ришељи) био је један од професора Платон Алексејевић Симоновић родом из Каменице (сремске) код Варадина. Тог Србина су 1851. године звали да дође у Србију, да буде "главни инспектор училишта", по одобрењу кнеза Александра Карађорђевића. Професор Платон Симоновић је тада био у пензији, и живео је на свом имању поред Одесе. Од њега се очекивало да изврши устројство српских гимназија и лицеја, након постављења почетком 1853. године. Професор Симоновић је 1837. године као предавач на Одеском лицеју, био међу само неколико пренумерата књиге Симе Милутиновића Сарајлије. Сима се свуда па и ту потписивао са псеудонимом "Чубро Чојковић Црногорац", а у Одесу је отишло 10 егземлара, код професора скупљача претплате. Исте године професор узима дело истог аутора о историји Србије, и наводи се у списку пренумераната да је он: императорски саветник, инспектор школа и наставник предмета политичке економије и финансија. Уз њега иду и други претплатници из Одесе: Филип Лучић комерцијални саветник родом из Херцеговине, Михаил Милутин Савић руски капетан пловидбе родом из Херцеговине, Христифор Никшић капетан Бокељ, Јован Драгићевић жандарм Бокељ, Иван Абухов титуларни саветник, удова "гиљде купца" Текла Создановић, Игњатије Герчки трговац Сремац, два Ђорђа Србина трговца из Бугарске - Стојковић и Митовић, Стефан Јелић Бокељ, Андрија Јововић Далматинац, Ђорђе Михајловић Бокељ, Иван Хелџељ сајџија из Угарске, Јован Пјанић трговац Херцеговац, Јанко Христовић Дубровчанин, Максим Марковић Херцеговац, Драго Катурић Бокељ, Марко Поповић, Димитрије Момиров Стојановић чиновник министарства просвете, колешки секретар са тројицом браће и Александар Атанасијевић трговац.
Вукова збирка српских народних јуначких песама привукла је 1845-1846. године бројне наше родољубе, читаоце у Одеси. Направили су пренумерантски пункт у који су ушли претплатници: Платон Симоновић "статски савјетник" и друго, Г. Глигоријевић народни советник, Драгичевић Никшић капетан, и трговци - Ђурановић Никола и Ђорђије, Лучић Матија, Скулић Михаило, Перазић, Милутиновић, Јелић, Липавац, Квекић, Поповићи Марко и Јован те Милановић.
Велику помоћ Вујић је имао од Петра Поповића књиговође трговачког, родом из Боке Которске. Дружио се са трговцем Драгом Катурићем такође Бокељем, затим Александром Дамјановићем (једини није био Црногорац), те Вид Милутиновић и Лука Ожеговић. Тако су књигу путописну Јоаким Вујића набавили 1845. године тамошњи српски читаоци, поменути: Драга Кaтурић, Александар Дамјановић, Вид Милутиновић и Лука Ожеговић - "велико-купци Одески". У близини Одесе је било једно српско село, из којег је био Теодор Петровић, као чувар винограда у манастиру Гиржавку код Кишињева, где је био архимандрит Србин, Спиридин Филиповић.
Набавило је Његошеву књигу о црногорском авантуристи, лажном руском цару Шћепану, 1851. године неколико Срба у Одеси. Купили су ту историјско-биографску књигу М. Лучић трговац - 15 егземплара, С. Вучетић, Д. Катурић, Шкулић и Ј. Алексић - још пет примерака. У Одеси је живео Грчки, родом из Черевића који је 1858. године поклонио православној цркви у Карловцима два велика сребрна свећњака.
Вукове приповетке које је по народу сабрао и објавио у књизи 1853. године нашле се читаоце и у Одеси. Формиран је велики претплатнички пункт захваљујући чувеном Симу Призренцу "Игуманову" који су чинили читаоци: Стефан Михаиловић Вучетић спахија и трговац прве гилдије, Михаило Савић Поповић трговац, Марко Савић Поповић трговац, Паоло Мргуд трговац, Саво Шеровић трговац, Богдан Квекић трговац, Степан Јелић трговац, Драго Катурић трговац, Симо Андрејевић Призренац за сина Емануила ученика у пансиону, Василије Ипекчић Призренац, Симо Шарпел, Петар Вукић, Ставре Давидовић (из Солуна) и Константин Шулевић (из Велеса) ученик другог разреда гимназије у Одеси. Врчевићеву књигу српских загонетки издату у Задру наручио је 1857. године 10 примерака Драго Катурић трговац у Одеси за тамошње Србе.
Бавио се 1860. године у Трсту, Симо Крстов Лазаревић начелник "пароплова Одесе". Српске књиге је 1860. године наручивала у Одеси тамошњи књижара Л. Рудолфа. У Одеској универзитетској библиотеци налазио се 1870. године рукопис Константина Филозофа, о животу српског Деспота Стефана Лазаревића, који је употребљен за прво штампање у Београду. За Петрановићеву расправу о богумилима било је више заинтересованих читалаца у далекој Одеси. Пункт продајни за ту књигу образовали су 1867. године тамошњи Срби: Јован и Лазар Кагурић са шест примерака, Стефан Шутина, Христифор Лучић, Видо Перазић, Никола и Арсеније Павковић, Саво Гојковић, Иван Митровић, Симеон Перазић, Спиридон Баларић, Стефан Матковић, Спиридон Томашевић, Никола Матковић, Александар Поти и Марко Павковић. Др Валтазар Богишић професор из Одесе, је 1870. године био дописни члан Друштва србске словесности у Београду. Он је био 1870. године позван да тамо на Одеском универзитету предаје словенска права.
Био је 1869. године професор географије на Одеској академији, Србин Карић. Тамо је отишао због лечења, па се прихватио катедре, са платом која је била четвороструко већа од оне у Србији.
Сима Андрејевић Игуманов, велики српски добротвор родом из Призрена, прешао је из Цариграда и отворио 1846. године фабрику дувана у Одеси, са којим је трговао. Касније се преселио у Кијев и наставио тиме успешно да се бави. Нарочито је значајан због отварања Призренске богословије у Старој Србији.
Срби у Одеси су почетком 1869. године основали дружину "Славено-српско братство", у духу омладинског програма. Било је то "Словенско добротворно друштво Ћирила и Методија", за чије покретање је био најзаслужнији Србин тамошњи трговац Радојчић. Како су се у рад поред Срба укључили и Руси, а затим и други словенски народи, оно је потиснуло свој првобитни српски карактер. Формирана је одмах и словенска библиотека, за чијег је библиотекара постављен професор Балтазар Богишић предавач са Одеског универзитета. Богатији Срби нису хтели да се прикључе тој дружини, чак шта више су наводно радили на оснивању неког "свог" удружења. За време херцеговачког устанка, истакли су се нарочито Срби из Одесе, који су слали издашне прилоге. Помоћ за пострадале Херцеговце, сабирао је "Добротворни одбор ерцегновски" 1876. године. Тако су 1000 ф. Срби одески дали преко Ст. Вучетића, затим још 435 ф. преко Ан. Лазића, па касније још три пута преко Лазића, укупно 1200 ф.
Још један наш човек, Атанасије Герески, син Петра, родом из сремског Черевића, успешно се бавио трговином у Одеси. Тамо је стигао као авантуриста, по савету бродског капетана, пловећи морем 1830. године. Захваљујући тамошњем житељу Саздановићу родом Новосађанину, постао је трговачки калфа код трговца Севастијана Страца. За шест година рада за Страца, Герески је постао способан трговац који самостално води посао, путује и кореспондира са иностранством. После женидбе са Гркињом, Јеленом улази у житарски посао - покреће малу житарски радњу са Видом Милутиновићем Бокељом и једним Русом, Волком. Препродајом жита велико-купцима, он се осамосталио и обогатио за 40 година пословања. Дошао је у ред првих Одеских трговаца, и стекао висока руска одликовања. Постао је у старости велики српски добротвор и задужбинар при Матици српској. Дао је око 30.000 ф. Српској великој гимназији у Новом Саду. Умро је 1885. године и сахрањен са свим почастима.
Поред града Одесе помиње се 1851. године село "Славјано-сербка" (са српским становништвом), у којем је живела даља рођака Вука Караџића. Била је то седамдесетогодишња Српкиња, Обренија Никшић рођена Караџић. Она се доселила са мужем и његовом породицом око 1805. године у то место у Русији. Рођена је у Петници, у Херцеговини, племену Дробњак, од оца Николе Рудановог. Обренија је знала много српских народних песама из свог завичаја, а њен син Јегор је изгледа био капетан - командант тог места.
Пренумерант једне српске књиге био је у Одеси, Илија Јурасевић великотрговац.
Књигу контроверзног Србина потом "раскалуђера" Васе Пелагића, ценили су бројни Срби у Одеси. Писали су се 1871. године за једно од његових бројних књижица. Тако су се на листи помагача нашли тамошњи Срби: Георгије Влајковић трговац, бродски капетани Далматинци Милан Милиновић и Љубо Злоковић, затим Сава Гојковић трговац, Ожеговић, Шеровић, Ф. Герески трговац, Ставра Давидовић трговац, Милош Анђелковић ћурчија, Митрофан Никшић, Никола Матковић, Аркадије Максимовић, Коста Миловановић, Никола Јелић, Никола Срежановић, Аврам Ракић, Риста и Петар Андрејевић, Јован Бабић, Панта Лучић, Богдан Вукаловић, Александар Златковић ћурчија, Хаџи М. Бабовић и Јован Спасојевић "Пећанац". Пожртвовани Срби су откупљивали и примерке књиге за ђаке у Задру, Скадру, Призрену, Пећи, Бањалуци, Београду и другде.
Када су 1883. године преношене кости поете Бранка Радичевић из Беча у Срем, стигао је 10. јула и телеграм из Одесе. На њему је писало: "Срцем с вами! Штовање и слава великом песнику Бранку". Гојнић и Лазић, у потпису.
Отворио је 1890. године у Одеси српски генерални конзулат, Хуго Симеонов Супичић.

## Први светски рат
За време Првог светског рата Одеса је позорница догађаја, у којима учествују српски добровољци. Одеса је била главно мобилизацијско место. После државне пропасти Србије, руски цар Николај II дозволио организовање српских добровољаца у Русији, које је организовао изасланик пуковник Бранислав Лонткијевић. Многи југословенски заробљеници у Русији од 1914, почетком 1915. слали су бројна писма српском посланику у Петровграду у којим су молили да се пусте из руског заробљеништва и упуте у Србију, у српску војску. Српска влада је примила вест од посланика и преко руске владе издејствовала добровољачку акцију. Јула 1915. године српска влада упутила у мисију у Русију делегацију од 3 члана. Српски посланик Спалајковић и војни изасланик пуковник Лонткијевић у Русији су их дочекали и помогли. Зборно место будућих добровољачких формација је била Одеса, и ту су упућивани добровољци, а одатле даље бродовима морем и Дунавом, до Србије. Тако је било све до октобра 1915. године, када су Бугари ушли у рат, а транспорт био спречен.
Почетком 1916. године искупило се толико добровољаца, да је од њих формирана једна дивизија, која је под називом "Прва српска добровољачка дивизија". После уласка Румуније у рат, у саставу руске армије узела је она војно учешће у Добруџи, на бугарском фронту. Осим те дивизије, у Одеси је крајем 1916. године формиран и "Српски добровољачки корпус". Корпус је касније преименован у "Добровољачки корпус Срба, Хрвата и Словенаца"; иако су и ту најбројнији били Срби. Ту у Одеси је средином марта 1916. формиран комплетан пешадијски пук, од 3 батаљона са по 4 чете. Одмах се приступило формирању и другог добровољачког пука. Стигли су у Одесу 30. априла 1916. године, тада је већ два комплетна пука српске добровољачке дивизије, трећи је био у току формирања, а четврти је тек требало да се организује. Јачина те дивизије према руској формацији – две бригаде од по два пука. Пук од три батаљона, а батаљон од четири чете. Пукови имали још пуковску митраљеску чету, пуковско коњичко и телефонско одељење. Касније, 14. јуна формиран је и допунски батаљон. Од официра заробљеника било је 30 активних, док су остали резервни. Официри су добили од руске владе 100 рубљи да купе српске официрске униформе, а подофицири и војници носили су руске униформе и само српску шајкачу. Допутовао је 3. маја у Одесу председник српске владе Никола Пашић да обиђе јединице. Схватио да има људства за још једну дивизију, па се после на томе још радило. Војну смотру три добровољачка пука је затим извршио 8. маја руски генерал Брусилов и похвалио стање. Затим су сви добровољци положили заклетву, осим неколико официра, који су одмах одстрањени. Јуна месеца стигле су са Крфа четири српске ратне заставе: 2, 6, 7 и 9 пука, другог позива. Почетком јула 1916. године добровољачка дивизија је била спремна за ратне операције. Генерал Брусилов је рекао да ће то бити за месец дана. Почеле су зато припреме прве добровољачке дивизије за пребацивање из Одесе на положаје ближе Добруџи.